# Amplypterus
Genre
Le genre Amplypterus regroupe des insectes lépidoptères de la famille des Sphingidae, de la sous-famille des Smerinthinae et de la tribu des Ambulycini.

## Systématique
Le genre Amplypterus a été décrit par l'entomologiste allemand Jakob Hübner en 1819. L'espèce type pour le genre est Amplypterus panopus (Cramer, [1779]).

### Synonymie
- Compsogene Rothschild & Jordan
- Calymnia Walker, 1856 [2]

### Taxinomie
Liste des espèces
- Amplypterus celebensis (Rothschild & Jordan, 1906)
- Amplypterus mansoni (Clark, 1924)
- Amplypterus mindanaoensis Inoue, 1996
- Amplypterus panopus (Cramer, 1779) ; espèce type pour le genre
- Amplypterus sumbawanensis (Eitschberger, 2006)